# Berre-les-Alpes
Berre-les-Alpes (Occitaans: Bèrra; Niçardisch en Italiaans (verouderd): Berra) is een gemeente in het Franse departement Alpes-Maritimes (regio Provence-Alpes-Côte d'Azur). De plaats maakt deel uit van het arrondissement Nice. Berre-les-Alpes telde op 1 januari 2022 1.234 inwoners.

## Geografie
De oppervlakte van Berre-les-Alpes bedroeg op 1 januari 2022 9,58 vierkante kilometer; de bevolkingsdichtheid was toen 128,8 inwoners per km².
De onderstaande kaart toont de ligging van Berre-les-Alpes met de belangrijkste infrastructuur en aangrenzende gemeenten.

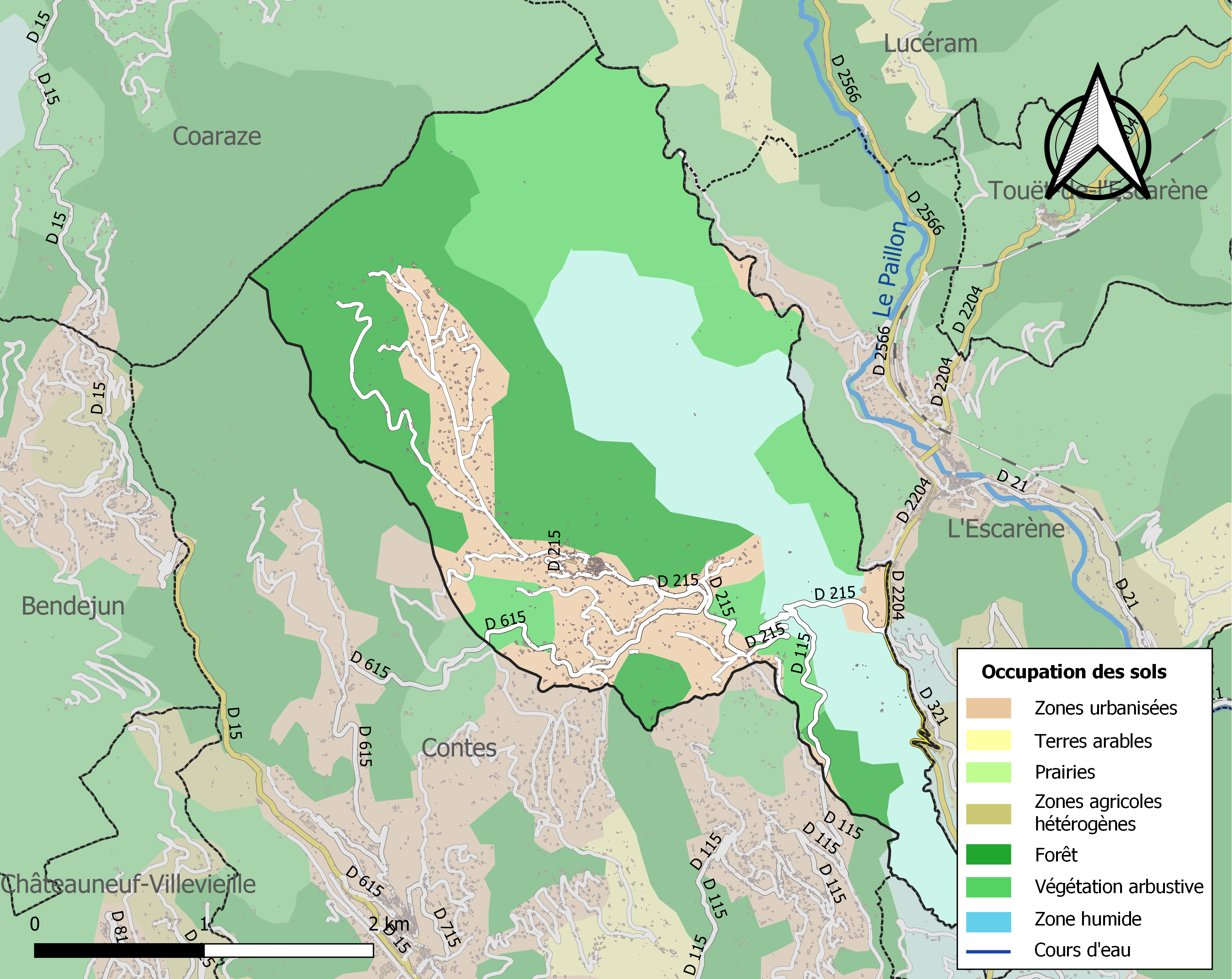

## Demografie
Onderstaande figuur toont het verloop van het inwonertal (bron: INSEE-tellingen).
Vanwege een beveiligingsprobleem met de MediaWiki Graph-software is het momenteel niet mogelijk deze grafiek weer te geven. Zodra de software is bijgewerkt zal de grafiek vanzelf weer zichtbaar worden.